# Kurów

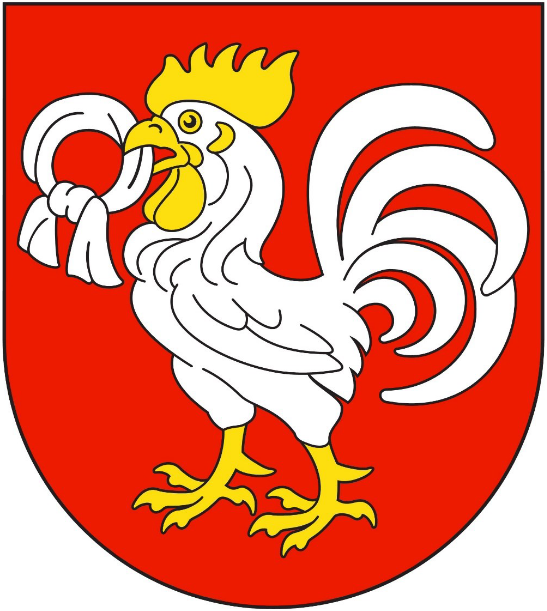
Huy hiệu thành phố

Kurów là một thị xã ở miền Đông Nam của Ba Lan, nằm giữa Puławy và Lublin trên sông Kurówka. Nó là thủ phủ của một gmina riêng biệt trong tỉnh Lublin (województwo lubelskie) và có 2.811 người dân (theo năm 2005).
Từ năm 1431 đến năm 1442, thị xã được chính quyền tăng cấp thành thành phố dựa vào Luật Magdeburg. Vì là thị xã tư doanh, nó là trung tâm của nghề thực phẩm cho vùng xung quanh. Vài hãng sản xuất da lông và da thuộc cho quần áo cũng ở thị xã. Vào thế kỷ 16 nó là một trong những trung tâm của thuyết Calvin, do nhiều người thuộc Thầy dòng Ba Lan định cư ở đấy. Từ từ, đến khi năm 1660, phần nhiều của dân thị xã đổi theo đạo Arian.